# Dupontia levensonia
Dupontia levensonia – gatunek lądowego ślimaka z rzędu trzonkoocznych i rodziny Helicarionidae.

## Taksonomia
Gatunek ten opisany został po raz pierwszy w 2006 roku przez Justina Gerlacha na łamach pisma „Phelusma”. Jako lokalizację typową wskazano Mon Plaisir na wyspie Silhouette w archipelagu Seszeli. Epitet gatunkowy nadano na cześć Roberta Levensona w podziękowaniu za wsparcie udzielone badaniom i ochronie przyrody.

## Morfologia
Ślimak o ciemnoszarym ciele z wyraźnie wykształconą bruzdą ponad nogą oraz z rogowatym wyrostkiem ogonowym zwisającym ponad ogonowym gruczołem śluzowym. Tarka w każdym szeregu ma 31 par zębów krawędziowych z małymi guzkami bocznymi, 9 par jednoguzkowych zębów bocznych oraz pojedynczy ząb środkowy. Cienkie i wydłużone prącie ma luźną osłonkę, narząd dodatkowy jest w pobliżu odsiebnego końca prącia nabrzmiały, mięsień wciągacz prącia zaczepiony jest końcowo, a nadprącie i flagellum są cienkie.
Muszla jest rogowo ubarwiona, błyszcząca, dyskowata, o niskiej skrętce, złożona z 2,5 skrętów. U holotypu ma 1 mm średnicy i 0,6 mm wysokości. Składające się na rzeźbę muszli regularne żeberka promieniste są delikatne i po stronie spodniej zanikające, natomiast widoczne przy krawędziach żeberek spiralne rowki są wyraźne także na spodzie muszli. Dołek osiowy jest wąsko otwarty. Kształt ujścia jest szeroko-półksiężycowaty.

## Ekologia i występowanie
Mięczak lądowy, endemiczny dla Seszeli, znany tylko z wyspy Silhouette. Zasiedla lasy mgliste na rzędnych od 550 do 600 m n.p.m. Prowadzi nadrzewny tryb życia, bytując na dracenach odwróconych.
Na Czerwonej liście IUCN znalazł się jako gatunek krytycznie zagrożony wymarciem (CR). Jego populację oszacowano w 2005 roku na 1200 osobników, a obszar występowania na 2 km². Zagraża mu degradacja siedliska związana z wprowadzaniem gatunków obcych, a w przyszłości także ze zmianami klimatycznymi.